# Vert.x
O Eclipse Vert.x é uma estrutura de aplicativo orientada a eventos Polyglot que é executada na Java Virtual Machine. É lançado como código aberto sob Apache Software License 2.0 e Eclipse Public License.
Em particular, o Vert.x permite a criação de servidores web, permitindo em particular um escalonamento muito eficiente.[carece de fontes?] O Vert.x, portanto, apresenta-se como uma alternativa aos contêineres de servlet definidos no padrão Java EE, como Tomcat ou Jetty.
O Vert.x também pode ser incorporado como uma biblioteca em outro aplicativo Java.

## História
Vert.x foi iniciada por Tim Fox em 2011 enquanto ele trabalhava para a VMware.
Fox inicialmente chamou o projeto de "Node.x" uma brincadeira com a nomenclatura de Node.js, com o "x" representando o fato de que o novo projeto era poliglota por natureza e não apenas suportava JavaScript. O projeto foi posteriormente renomeado para "Vert.x" para evitar possíveis problemas legais, já que "Node" era uma marca registrada de propriedade da Joyent Inc.[carece de fontes?] O novo nome também foi uma brincadeira com o nome node, já que vértice é sinônimo para um nó em matemática.
Em dezembro de 2012, depois que ele deixou o emprego, a VMware entregou documentos legais a Tim Fox para assumir o controle da marca Vert.x, nome de domínio, blog, conta GitHub e Google Group da comunidade Vert.x.
Depois de muita discussão com outras partes, em janeiro de 2013, a VMware foi persuadida de que seria do interesse da comunidade Vert.x transferir o projeto e o IP associado para a Fundação Eclipse, uma entidade legal neutra.
Em agosto de 2013, o projeto principal Vert.x concluiu sua mudança para a Eclipse Foundation. Os outros projetos que compõem a pilha Vert.x não migraram para o Eclipse, mas continuaram a usar a marca registrada "Vert.x" com aprovação tácita da Eclipse Foundation.
Em maio de 2014, Vert.x ganhou o prêmio de "Most Innovative Java Technology" nos prêmios JAX Innovation.
Em 12 de janeiro de 2016, Tim Fox deixou o cargo de líder do projeto Vert.x.[carece de fontes?] e Julien Viet, um colaborador de longa data, assumiu seu lugar.

## Arquitetura
Vert.x usa a biblioteca de e/s de baixo nível Netty.
A estrutura do aplicativo inclui estes recursos:
- Poliglota. Os componentes do aplicativo podem ser escritos em Java, JavaScript, Groovy, Ruby, Scala, Kotlin e Ceylon.
- Modelo de simultaneidade simples. Todo o código é de thread único, liberando o incômodo da programação multithread.
- Modelo de programação simples e assíncrono para escrever aplicativos sem bloqueio verdadeiramente escaláveis.
- Barramento de evento distribuído que abrange o lado do cliente e do servidor. O barramento de eventos penetra até mesmo no JavaScript do navegador, permitindo criar os chamados aplicativos da Web em tempo real.
- Modelo de ator e repositório público, para reutilizar e compartilhar componentes.

## Exemplos
Um servidor web servindo "Hello from Vert.x!" poderia ser escrito em Java:
```
import
 
io.vertx.core.AbstractVerticle
;

public
 
class
 
Server
 
extends
 
AbstractVerticle
 
{

  
public
 
void
 
start
()
 
{

    
vertx
.
createHttpServer
().
requestHandler
(
req
 
->
 
{

      
req
.
response
()

        
.
putHeader
(
"content-type"
,
 
"text/plain"
)

        
.
end
(
"Hello from Vert.x!"
);

    
}).
listen
(
8080
);

  
}

}

```

E em JavaScript:
```
vertx
.
createHttpServer
()

  
.
requestHandler
(
function
 
(
req
)
 
{

    
req
.
response
()

      
.
putHeader
(
"content-type"
,
 
"text/plain"
)

      
.
end
(
"Hello from Vert.x!"
);

}).
listen
(
8080
);

```

Ambos os casos resultarão em um servidor da Web que fornece conteúdo de maneira altamente escalável.